# Список територіальних громад Херсонської області
Об'єднані територіальні громади Херсонської області створені в рамках адміністративно-територіальної реформи в Україні, котра взяла початок у 2015 році.
5 червня 2015 року, рішенням № 1266, Херсонська обласна рада схвалила проєкт перспективного плану формування територій громад Херсонської області.
Станом на 1 липня 2020 року в області створено 34 об'єднані територіальні громади (ОТГ). Громади займають площу 9665,54 км2, що становить 33,96 % території Херсонщини. В ОТГ проживають 26 % населення області — 275216 осіб.
Першою створеною на Херсонщині громадою стала Кочубеївська сільська територіальна громада — утворена 23 липня 2015 року.
Перспективним планом формування територій громад Херсонської області від 29 квітня 2020 року передбачено утворення 49 територіальних громад.

## Загальний перелік громад
Станом на 3.07.2020
| Громада                    | Центр              | Дата створення         | Район                                 | К-сть НП | Площа, км² | Населення |
| -------------------------- | ------------------ | ---------------------- | ------------------------------------- | -------- | ---------- | --------- |
| Кочубеївська сільська      | с. Кочубеївка      | 23 липня 2015 року     | Високопільський                       | 14       | 206,23     | 3 137     |
| Музиківська сільська       | с. Музиківка       | 4 липня 2016 року      | Білозерський                          | 5        | 126,88     | 3 798     |
| Асканія-Нова селищна       | смт Асканія-Нова   | 15 липня 2016 року     | Чаплинський                           | 7        | 330,6      | 5 704     |
| Каланчацька селищна        | смт Каланчак       | 20 липня 2016 року     | Каланчацький                          | 11       | 630,26     | 15 289    |
| Хрестівська сільська       | с. Хрестівка       | 20 липня 2016 року     | Чаплинський                           | 9        | 261,92     | 5 605     |
| Зеленопідська сільська     | сел. Зелений Під   | 2 серпня 2016 року     | Каховський                            | 9        | 268,95     | 4 554     |
| Тавричанська сільська      | с. Тавричанка      | 19 серпня 2016 року    | Каховський                            | 9        | 243        | 4 457     |
| Любимівська селищна        | смт Любимівка      | 30 серпня 2016 року    | Горностаївський, Каховський           | 7        | 259,82     | 4 088     |
| Чаплинська селищна         | смт Чаплинка       | 31 серпня 2016 року    | Чаплинський                           | 16       | 580,39     | 16 162    |
| Гладківська сільська       | с. Гладківка       | 31 серпня 2016 року    | Голопристанський                      | 4        | 207,91     | 5 154     |
| Таврійська міська          | м. Таврійськ       | 7 вересня 2016 року    | Каховський, Новокаховська міська рада | 6        |            | 11 965    |
| Мирненська селищна         | смт Мирне          | 8 вересня 2016 року    | Каланчацький                          | 7        | 180,57     | 3 926     |
| Присиваська сільська       | с. Григорівка      | 8 вересня 2016 року    | Чаплинський                           | 5        | 399,53     | 5 002     |
| Великокопанівська сільська | с. Великі Копані   | 12 вересня 2016 року   | Олешківський                          | 3        | 112,85     | 7 089     |
| Горностаївська селищна     | смт Горностаївка   | 22 листопада 2016 року | Горностаївський                       | 19       | 578,97     | 12 505    |
| Виноградівська сільська    | с. Виноградове     | 9 грудня 2016 року     | Олешківський                          | 7        | 362,36     | 12 429    |
| Костянтинівська сільська   | с. Горностаївський | 12 грудня 2016 року    | Горностаївський                       | 9        | 259,82     | 4 088     |
| Бехтерська сільська        | с. Бехтери         | 10 лютого 2017 року    | Голопристанський                      | 3        | 172,12     | 4 086     |
| Чулаківська сільська       | с. Чулаківка       | 27 березня 2017 року   | Голопристанський                      | 4        | 340,27     | 3 898     |
| Борозенська сільська       | с. Борозенське     | 4 квітня 2017 року     | Великоолександрівський                | 10       | 325,8      | 3 903     |
| Іванівська селищна         | смт Іванівка       | 30 травня 2017 року    | Іванівський                           | 18       | 620,22     | 9 465     |
| Білозерська селищна        | смт Білозерка      | 6 липня 2017 року      | Білозерський                          | 8        | 163,2      | 13 100    |
| Високопільська селищна     | смт Високопілля    | 14 липня 2017 року     | Високопільський                       | 11       | 198,75     | 6 488     |
| Станіславська сільська     | с. Станіслав       | 14 липня 2017 року     | Білозерський                          | 3        | 226,58     | 7 740     |
| Ювілейна сільська          | сел. Ювілейне      | 20 липня 2017 року     | Олешківський                          | 7        | 342,56     | 5 824     |
| Долматівська сільська      | с. Долматівка      | 21 серпня 2017 року    | Голопристанський                      | 8        | 275,25     | 4 694     |
| Роздольненська сільська    | с. Роздольне       | 19 вересня 2017 року   | Каховський                            | 3        | 76,4       | 3 381     |
| Новорайська сільська       | сел. Новорайськ    | 22 грудня 2017 року    | Бериславський                         | 6        | 222        | 5 125     |
| Шляхівська сільська        | сел. Шляхове       | 27 липня 2018 року     | Бериславський                         | 7        | 292,24     | 2 948     |
| Милівська сільська         | с. Милове          | 13 серпня 2018 року    | Бериславський                         | 5        | 267,71     | 3 283     |
| Новокаховська міська       | м. Нова Каховка    | 2 жовтня 2018 року     | Новокаховська міська рада             | 9        | 246,6      | 60 823    |
| Вербівська сільська        | с. Верби           | 2019 року              | Нижньосірогозький                     | 6        | 240,95     | 2 039     |
| Костогризівська сільська   | с. Костогризове    | 2019 року              | Каховський                            | 4        | 136,94     | 2 870     |

Скорочення: с. — село; смт — селище міського типу; сел. — селище, м. — місто.